# Ben Daoud
Ben Daoud là một đô thị thuộc tỉnh Bordj Bou Arréridj, Algérie. Dân số thời điểm năm 2002 là 13.472 người.